# Genbun
Genbun (japanisch 元文) ist eine japanische Ära (Nengō) von Juni 1736 bis April 1741 nach dem gregorianischen Kalender. Der vorhergehende Äraname ist Kyōhō, die nachfolgende Ära heißt Kanpō. Die Ära fällt in die Regierungszeit des Kaisers (Tennō) Sakuramachi.
Der erste Tag der Genbun-Ära entspricht dem 7. Juni 1736, der letzte Tag war der 11. April 1741. Die Genbun-Ära dauerte sechs Jahre oder 1770 Tage.

## Ereignisse
- 1739 Genbun-Aufstand (元文一揆, Genbun ikki) in der Provinz Tottori
- 1739 Die sogenannten „schwarzen Schiffe der Genbun-Zeit“ (元文の黒船, Genbun no kurofune) aus Russland kommen in Japan an, darunter die Schiffe der Zweiten Kamtschatkaexpedition mit Martin Spangberg und Vitus Bering